# Ryu Hyeok-ro
 (mars 2024).
Ryu Hyeok-ro (hangeul : 유혁로 ; hanja : 柳赫魯), né le 9 mars 1851 et mort le 15 mai 1945, est un fonctionnaire coréen de la fin de la période Joseon à l'époque de la domination japonaise.
Après sa mort, le gouvernement de la Corée du Sud le définit comme un chinilpa (collaborateurs avec le Japon).

## Biographie
Fils d'un soldat, Ryu réussit l'examen du service civil militaire en 1876. À la suite des actions de Kim Ok-gyun, lui et son père deviennent partisans de l'idéologie du parti Gaehwa. En 1882, Ryu visite le Japon en tant qu'aide de camp de Park Yeong-hyo avec Park Jung-yang, Cho Byeong-jik, O Yun-jung, etc. S'opposant à l'intervention des Qing en Corée, il participe au coup d'État de Gapsin en 1884. Il joue le rôle de reconnaissance et de communication entre les auteurs du coup. Lorsque la rébellion est réprimée par les forces Qing en Corée, il s'enfuit au Japon avec Kim Ok-gyun. Au cours de ses années dans ce pays, il utilise le nom japonais Yamada Yuichi (山田唯一). Il retourne en Corée en 1894 avec Park Yeong-hyo. En 1895, il est promu lieutenant-colonel et nommé premier directeur de l'artillerie du ministère de l'Armée (en), avec le soutien de Park Yeong-hyo. Il participe au Club de l'indépendance, et à l'association populaire commune (en). Cependant, lorsqu'un cabinet pro-russe est établi en Corée, il s'enfuit de nouveau au Japon où il s'intéresse beaucoup à l'armée et aux technologies militaires.
En 1907, il retourne en Corée avec certains des survivants du coup d'État de Gapsin de 1884 et est nommé officier du Young-Rim-chang. En décembre, il devient gouverneur de la province du Pyongan du Nord sur recommandation du résident-général Itō Hirobumi. En 1908, il rejoint une organisation pro-japonaise nommée Daedong Hak-hui.
Après l'annexion de la Corée, il est nommé Chamyeogwan de la province du Gyeonggi. De 1914 à mars 1916, en tant que fonctionnaire colonial du Japon, il participe à la réforme agraire de Terauchi Masatake. Puis, en mars 1916, il est nommé gouverneur de la province du Chungcheong du Nord. En juin 1917, il se retire de ses fonctions au sein du gouvernement et commence une nouvelle vie d'homme d'affaires. En 1921, il est élu membre du Junchuwon et reste à son poste jusqu'en 1940. À partir de 1926, il est membre de Dong Min Hui qui tente de supprimer les mouvements d'indépendance socialiste.